# Francesco Maria Pandolfi Alberici
Francesco Maria Pandolfi Alberici (Orvieto, 18 de março de 1764 - Roma, 3 de junho de 1835) foi um cardeal italiano.

## Biografia
Nasceu em Orvieto em 18 de março de 1764. De uma família da antiga nobreza.
Ordenado, (sem mais informações encontradas). Cônego prebendário do capítulo da catedral de Orvieto. Prelado Doméstico (junho de 1814) Referendário de ambas as Assinaturas (outubro de 1814). Abade commendatario de San Benedetto di Saclocchio (Città di Castello) (1815). Membro do tribunal da Sagrada Consulta (março de 1816). Prelado da Congregação para a Imunidade Eclesiástica (abril de 1817). Vigário de S. Nicola em Carcere até 1818. Abade commendatario de Santa Maria e San Egidio di Petroja (Citta di Castello) (1818-1835). Prelado da Congregação do Conselho (fevereiro de 1821). Decano dos oradores da Sagrada Consulta (1822?). Cônego da Basílica Patriarcal do Vaticano (julho de 1829). Prefeito da Casa Pontifícia, março de 1830.
Criado cardeal e reservado in pectore no consistório de 30 de setembro de 1831; publicado no consistório de 2 de julho de 1832; recebeu chapéu vermelho, 5 de julho de 1832; e o título de S. Prisca, 17 de dezembro de 1832.
Morreu em Roma em 3 de junho de 1835. Exposto na basílica de Ss. XII Apostoli e enterrado em seu título.